# Association robuste d'objets baryoniques massifs
Une association robuste d'objets baryoniques massifs, abrégée en RAMBO selon son nom anglais Robust Association of Massive Baryonic Objects, est un amas sombre constitué de naines noires et de naines blanches.

## Concept et dimensions
Les RAMBO ont été proposés par Ben Moore et Joseph Silk en 1995. Leur rayon effectif peut varier de 1 à 15 parsecs, avec des masses se situant de 104 à 105 masses solaires.

## Dynamique
La dynamique de ces objets, s'ils existent, doit être sensiblement différente de celle des amas d'étoiles ordinaires. Avec une gamme de masses très étroite, uniquement des naines noires ou des naines blanches, le taux d'évaporation de ces RAMBO devrait être très lent, comme le prédit la simulation de l'évolution des modèles d'amas mono-composant (voir par exemple l'article de 1995 de R. de la Fuente Marcos). Théoriquement, ces objets à très longue vie pourraient exister en grand nombre. Sánchez-Saucedo en 1997 et 1999 et Kerins en 1997 ont suggéré la présence de composant de matière noire en forme de disque épais dans la Galaxie.

## Source
- (en) Cet article est partiellement ou en totalité issu de l’article de Wikipédia en anglais intitulé « Robust associations of massive baryonic objects » (voir la liste des auteurs).